# Polygala tacianae
Polygala tacianae är en jungfrulinsväxtart som beskrevs av J.F.B.Pastore och Harley. Polygala tacianae ingår i släktet jungfrulinssläktet, och familjen jungfrulinsväxter. Inga underarter finns listade i Catalogue of Life.